# Wydział Psychologii Uniwersytetu SWPS w Katowicach
Wydział Psychologii Uniwersytetu SWPS w Katowicach – jeden z wydziałów Uniwersytetu SWPS. Istnieje od 2010 roku. Obecnie kształci ponad 1000 studentów. Jest jedyną jednostką na Śląsku posiadającą uprawnienia do prowadzenia specjalizacji w psychologii klinicznej dla magistrów psychologii. Dziekanem wydziału jest dr hab. Jolanta Życińska, prof. Uniwersytetu SWPS.

## Studia

### Działalność dydaktyczna
Wydział prowadzi interdyscyplinarne studia I stopnia na kierunku psychokryminalistyka (łączące wiedzę i umiejętności z pięciu dziedzin: psychologii, kryminalistyki, prawa, socjologii i pedagogiki), a także stacjonarne i niestacjonarne studia I stopnia oraz studia jednolite magisterskie (w tym studia dla magistrów i licencjatów) na kierunku psychologia w obszarach: pomoc psychologiczna, psychologia kliniczna, psychologia sądowa, psychologia organizacji i marketingu, badania rynku, zarządzanie zasobami ludzkimi.
Program studiów jest dostosowany do europejskich standardów nauczania psychologii i wymagań Europejskiego Certyfikatu Psychologa EuroPsy.
Studia psychologiczne prowadzone na Wydziale otrzymały pozytywną ocenę Polskiej Komisji Akredytacyjnej, nadzorującej jakość kształcenia w całym kraju. 

## Struktura

### Zakłady i organizacje studenckie

#### Zakłady
- Zakład Psychologii Ogólnej
- Zakład Psychologii Klinicznej i Zdrowia
- Zakład Psychologii Sądowej
- Zakład Psychologii Zachowań Społecznych i Organizacyjnych

#### Organizacje studenckie
- Koło Naukowe „Quantum Satis” Psychologia Żywienia
- Koło Naukowe Badań Relacji Rówieśniczych i Bullyingu OLWEUS
- Koło Naukowe Debat Sportowych
- Koło Naukowe Homo Inter Homines
- Koło Naukowe PsychoEnglish
- Koło Naukowe Psychologii Kryminalistycznej Corpus Delicti
- Koło Naukowe Psychologii Polityki
- Koło Naukowe Psychologii Zachowań Społecznych
- Koło Naukowe uNIEzależnieni
- Organizacja Studencka „Psychosfera”
- Organizacja Studencka PsychoLOgiczni

- Samorząd Studentów Uniwersytetu SWPS w Katowicach

## Władze
- Dziekan: dr hab. Katarzyna Popiołek, prof. Uniwersytetu SWPS
- Prodziekan ds. dydaktycznych: dr hab. Jolanta Życińska
- Prodziekan ds. studenckich: dr Małgorzata Wójcik